# Martin Kuncl
Martin Kuncl (*1. duben 1984, Brno) je český fotbalový obránce, momentálně působící v prvoligovém týmu 1. FC Slovácko.

## Klubová kariéra
Kuncl je odchovancem brněnské kopané, kde v mládežnických celcích působil až do roku 2003, kdy byl poslán na hostování do třetiligového týmu k FC Group Dolní Kounice. Po sezoně se vrátil zpět do Brna, kde se dokázal probojovat do prvoligové sestavy. V roce 2009 se mu však Brno rozhodlo neprodloužit smlouvu, a tak se upsal pražské Spartě. Za její A-tým však neodehrál jediný zápas, a proto už po půl roce opět měnil své působiště, kterým se tentokrát stalo 1. FC Slovácko. V uherskohradišťském celku se okamžitě zařadil do základní sestavy, ze které však v podzimní části sezony 2011/12 vypadl vinou zranění. Po zranění se do sestavy vrátil a v týmu působí dodnes.

## Reprezentace
S českou reprezentací do 21 let se zúčastnil Mistrovství Evropy v roce 2007 v Nizozemsku, kde ČR skončila po zápasech s Anglií (0:0), Srbskem (prohra 0:1) a Itálií (prohra 1:3) se ziskem 1 bodu na poslední čtvrté příčce základní skupiny B. Nastoupil v utkání s Itálií, byl to zároveň jeho jediný start v reprezentaci do 21 let.